# 台湾节毛蕨
台湾节毛蕨（学名：Lastreopsis tenera）为叉蕨科节毛蕨属下的一个种。

## 扩展阅读
- 維基物種上的相關：台湾节毛蕨